# ROU 10 Huracán
El ROU 10 Huracán es un buque patrullero de origen coreano, que el 17 de junio de 2024 fue entregado a la Armada Nacional de la República Oriental del Uruguay, como una donación de la República de Corea, en la Base Naval de Jinhae. En Uruguay, se sumará a la División Escolta de las Fuerzas de Mar, y realizará misiones de patrullaje y control, de las aguas jurisdiccionales de Uruguay, balizamiento, operaciones de lucha contra el contrabando o de apoyo a las misiones de búsqueda y rescate. El 24 de agosto de 2024, el ROU 10 fue embarcado en un buque de transporte, en el puerto de Masan, Corea. 